# Convention industrielle de formation par la recherche
Pour un article plus général, voir Association nationale de la recherche et de la technologie.

Logo du dispositif CIFRE.

En France, une convention industrielle de formation par la recherche (CIFRE, prononcé [sifr]) est un dispositif créé en 1981 et qui « subventionne toute entreprise de droit français qui embauche un doctorant pour le placer au cœur d'une collaboration de recherche avec un laboratoire public. Les travaux doivent préparer à la soutenance d'une thèse. »

## Historique
Dans son discours du 1er octobre 1980 sur les perspectives de la recherche scientifique française, le secrétaire d’État auprès du Premier ministre chargé de la Recherche, Pierre Aigrain, énumère trois conditions à réunir pour que la science et la technique française se tiennent au premier rang mondial. L’une de ses conditions est « le renforcement des relations entre les universités, les établissements de recherche et les entreprises. » À cette époque en France les deux mondes de la recherche publique et des entreprises privées étaient encore moins connectés qu'actuellement. En comparant le modèle français au modèle américain, Bernard Daugeras met le doigt sur cette différence notable : aux États-Unis ces deux sphères évoluent en étroite collaboration. Il présente alors le concept des CIFRE alors qu’il représente le ministère de l’industrie au sein d'un groupe de travail chargé de faire des propositions pour que la recherche soit davantage présente dans la formation des cadres de l’industrie. Le groupe de travail est dissous lors du changement de gouvernement et Bernard Daugeras propose son projet directement au cabinet du ministre de la recherche et de la technologie. Le projet est rapidement accepté et dès septembre 1981 les trente premières conventions sont signées. 
Depuis, les CIFRE sont gérées et animées par l'ANRT pour le compte du ministère de la Recherche. À ce jour[Quand ?], plus de 13 000 partenariats entreprise-laboratoire-jeune diplômé en ont bénéficié.

## Fonctionnement
Ce système est fondé sur une convention entre une entreprise, un laboratoire de recherche et un jeune diplômé (diplôme permettant une inscription en doctorat). L'entreprise s'engage à embaucher le jeune diplômé par un CDD de 36 mois (régime dérogatoire article D 1242-art.3 et 6 du Code de Travail) ou un CDI et lui confie un travail de recherche en liaison directe avec un laboratoire extérieur. Ce travail de recherche sert à la préparation d'une thèse de doctorat. Durant les trois années de la convention, l'État verse une subvention forfaitaire annuelle de 14 000 euros (2012) à l'entreprise et l'employeur s'engage à rémunérer son employé-doctorant par un salaire minimum de 23 484 € brut/an (chiffre 2012). Le nombre de bénéficiaires prévu en 2011 était de 1 300. Ils sont 1 450 en 2018.

## Qui peut faire une demande de CIFRE[4]

### Pour le côté entreprise
- Être une structure socio-économique de droit français : entreprise, association, collectivité territoriale.
- Sans limite de taille.
- Sans quota par structure, le nombre de CIFRE doit cependant être en rapport avec l'encadrement disponible pour les doctorants.
- Tous secteurs d'activités.
- Toutes disciplines.
- Le travail de recherche constitue la mission du salarié-doctorant.

### Pour le côté laboratoire
- Être un laboratoire de recherche implanté dans une université, une école, un organisme public de recherche.
- Être une équipe de recherche reconnue, rattachée à une école doctorale.
- Les laboratoires étrangers sont éligibles dans le cadre d'une cotutelle avec un établissement français.
- Toutes disciplines.

### Pour l'étudiant
Pour être candidat à une CIFRE :
- Être titulaire du grade de master : diplôme de master, d'école d'ingénieur ou de commerce, ou diplôme étranger équivalent.
- Ne pas être inscrit en doctorat depuis plus de 9 mois à la date de dépôt du dossier de demande de CIFRE.
- Ne pas être embauché dans l'entreprise depuis plus de 9 mois à la date de dépôt du dossier de demande de CIFRE.
- Sans condition d'âge, de nationalité.
- Toutes disciplines scientifiques.

Jusqu'en 2016, une condition supplémentaire était requise quant à la date d'obtention du grade de master, qui devait avoir eu lieu moins de 3 ans avant la date de candidature. Cette condition n'est plus applicable.

## Le coût du recrutement pour l'entreprise
(source ANRT)

### Si l’entreprise n'est pas imposable
- Salaire brut annuel minimum d'embauche dans le cadre d'une CIFRE : 23 484 €
- Évaluation du coût brut chargé (coefficient 1,4) : 23 484 x 1,4 = 32 878 €
- Auquel est déduit la subvention CIFRE versée par l’ANRT : 32 878 – 14 000 = 18 878 €

### Si l’entreprise est imposable
Dans ce cas là peut être déduit le Crédit d’Impôt Recherche (CIR) : il est de 30 % du coût total du salarié (salaire + charges + coûts du bureau occupé et autres dépenses similaires) auquel on soustrait la subvention CIFRE. 
Pour calculer ce coût, on applique un coefficient de 1.5 au salaire chargé : 
- Évaluation du coût brut chargé (coefficient 1,4) : 23 484 x 1,4 = 32 878 €
- Évaluation du coût total environné (coefficient forfaitaire 1,5) : 32 878 x 1,5 = 49 316 €
- Soustraction de la subvention de l'ANRT : 49 316 - 14 000 = 35 316 €
- CIR = 0,30 x 35 316 = 10 595 €

On peut synthétiser ainsi :
| Cout Salaire + Charges | Subvention | Total Sans Crédit d’impôt | Total avec crédit d’impôt | Coût environnement du salarié |
| ---------------------- | ---------- | ------------------------- | ------------------------- | ----------------------------- |
| 32 878 €               | 14 000 €   | 18 878 €                  | 8 283 €                   | 16 438 €                      |

## Demande de CIFRE
Depuis 2012, les dossiers de demande de CIFRE sont dématérialisés. Pour toute nouvelle demande, il faut passer par le portail web dédié